# George and the Dragon
George and the Dragon és una pel·lícula estatunidenco-alemanya, dirigida per Tom Reeve el 2004 i protagonitzada per Michael Clarke Duncan, James Purefoy, Patrick Swayze, Jean-Pierre Castaldi i Piper Perabo. Va ser rodada a Luxemburg i està basada en la llegenda de Sant Jordi i el drac. Ha estat doblada al català.

## Argument
Quan el cavaller Jordi torna de les croades a la seva Anglaterra natal, el seu únic somni és portar una vida tranquil·la i en pau ocupant-se de les seves terres. Però per poder prendre’n possessió haurà d'ajudar primer a trobar la filla del rei Edgar, que ha desaparegut misteriosament. Al costat de Garth de Guerney, promès de la princesa Lunna, es llancen a la recerca d'aquesta i, després de diverses aventures, la troben. Però Lunna no està segrestada, sinó que està custodiant un ou de drac, que també és cobejat per un cos de mercenaris. Lunna vol mantenir amb vida l'ou, però Jordi és partidari de destruir-lo. Garth, vista la falta d'entusiasme de Lunna respecte al seu matrimoni, decideix raptar-la per a després arrabassar el tron al rei Edgar. Al final tots es veuran implicats en una batalla en la qual apareix un visitant inesperat: la mare del petit drac.

## Repartiment
- James Purefoy: George
- Piper Perabo: Princesa Luma
- Patrick Swayze: Garth
- Michael Clarke Duncan: Tarik
- Bill Treacher: Elmendorf
- Jean-Pierre Castaldi: Pare Bernard
- Rollo Weeks: Wryn
- Paul Freeman: Sir Robert
- Stefan Jürgens